# Verbandsgemeinde Rheinauen
La Verbandsgemeinde Rheinauen si trova nel circondario del Reno-Palatinato nella Renania-Palatinato, in Germania.
Fino al 1º gennaio 2016 era denominata “Verbandsgemeinde Waldsee”.

## Suddivisione
La comunità comprende i seguenti comuni:
| Comune, città              | Sup. (km²) | Abitanti |
| -------------------------- | ---------- | -------- |
| Altrip                     | 10,48      | 7 692    |
| Neuhofen                   | 12,30      | 7 208    |
| Otterstadt                 | 15,57      | 3 429    |
| Waldsee                    | 12,93      | 5 916    |
| Verbandsgemeinde Rheinauen | 51,29      | 24 245   |